# Circuito Brasileiro de Voleibol de Praia Masculino de 2012–13
O Circuito Brasileiro de Voleibol de Praia de 2012-13 , também chamado de Circuito Banco do Brasil de Vôlei de Praia, foi a vigésima primeira edição da principal competição nacional de Vôlei de Praia na variante masculina, iniciado em 13 de setembro de 2012

## Resultados

### Circuito Open
| Evento                                                            | Ouro                                | Prata                             | Bronze                              | Quarto lugar                      |
| 1ª Etapa Cuiabá, Mato Grosso 13 a 16 de setembro de 2012.         | / Alison Cerutti Emanuel Rego       | / Bruno Oscar Schmidt Franco Neto | / Hevaldo Moreira Bruno de Paula    | / Evandro Gonçalves Vitor Felipe  |
| 2ª Etapa Goiânia, Goiás 27 a 30 de setembro de 2012.              | / Bruno Oscar Schmidt Pedro Solberg | / Ricardo Alex Santos Pedro Cunha | / Hevaldo Moreira Bruno de Paula    | / Rhooney Ferramenta Billy Maciel |
| 3ª Etapa Belo Horizonte, Minas Gerais 11 a 14 de outubro de 2012. | / Ricardo Alex Santos Pedro Cunha   | / Álvaro Filho Thiago Santos      | / Bruno Oscar Schmidt Pedro Solberg | / Evandro Gonçalves Vitor Felipe  |
| 4ª Etapa Campinas, São Paulo 1 a 4 de novembro de 2012.           | / Bruno Oscar Schmidt Pedro Solberg | / Alison Cerutti Emanuel Rego     | / Benjamin Insfran Harley Marques   | / Ricardo Alex Santos Pedro Cunha |
| 5ª Etapa Curitiba, Paraná 15 a 18 de novembro de 2012.            | / Bruno Oscar Schmidt Pedro Solberg | / Alison Cerutti Emanuel Rego     | / Benjamin Insfran Harley Marques   | / Álvaro Filho Thiago Santos      |
| 6ª Etapa São Luís, Maranhão 6 a 9 de dezembro de 2012.            | / Bruno Oscar Schmidt Pedro Solberg | / Moisés Santos Oscar Brandão     | / Evandro Gonçalves Vitor Felipe    | / Alison Cerutti Emanuel Rego     |
| 7ª Etapa Fortaleza, Ceará 17 a 20 de janeiro de 2013.             | / Bruno Oscar Schmidt Pedro Solberg | / Fernandão Márcio Araújo         | / Alison Cerutti Emanuel Rego       | / Ricardo Alex Santos Pedro Cunha |
| 8ª Etapa João Pessoa, Paraíba 21 a 24 de fevereiro de 2013.       | / Bruno Oscar Schmidt Pedro Solberg | / Ricardo Alex Santos Pedro Cunha | / Alison Cerutti Emanuel Rego       | / Álvaro Filho Thiago Santos      |
| 9ª Etapa Maceió, Alagoas 14 a 17 de março de 2013.                | / Bruno Oscar Schmidt Pedro Solberg | / Hevaldo Moreira Bruno de Paula  | / Alison Cerutti Emanuel Rego       | / Benjamin Insfran Harley Marques |
| 10ª Etapa Brasília, Distrito Federal 18 a 21 de abril de 2013.    | / Bruno Oscar Schmidt Pedro Solberg | Renatão “Geor” Gilmário Vidal     | / Evandro Gonçalves Vitor Felipe    | / Benjamin Insfran Harley Marques |

## Ranking final[12]
| Posição           | Equipe                              | Pontuação |
| ----------------- | ----------------------------------- | --------- |
| Medalha de ouro   | / Bruno Oscar Schmidt Pedro Solberg | 3520      |
| Medalha de prata  | / Ricardo Alex Santos Pedro Cunha   | 2520      |
| Medalha de bronze | / Hevaldo Moreira Bruno de Paula    | 2440      |
| 4                 | / Alison Cerutti Emanuel Rego       | 2360      |
| 5                 | / Evandro Gonçalves Vitor Felipe    | 2320      |
| 6                 | / Benjamin Insfran Harley Marques   | 2280      |
| 7                 | / Álvaro Filho Thiago Santos        | 1920      |
| 8                 | /Beto Pitta Lipe                    | 1600      |
| 9                 | / Fernandão Márcio Araújo           | 1480      |
| 10                | / Luciano Rodrigo Saunders          | 1440      |
| 11                | / Rhooney Ferramenta Billy          | 1400      |
| 12                | /Franco Neto Daniel Souza           | 1220      |
| 13                | / Edson Filipe Márcio Araújo        | 1100      |
| 14                | / Moisés Santos Oscar Brandão       | 1000      |
| 15                | Renatão “Geor” João Paulo           | 960       |
| 16                | / Moisés Santos Thiago“Aranha”      | 880       |
| 17                | / Ícaro Bernat                      | 840       |

### Premiações individuais
Os destaques da temporada foram ː
| MVP                   | Bruno Oscar Schmidt | Distrito Federal (Brasil) |
| Revelação             | Gustavo Carvalhaes  | Rio de Janeiro            |
| Melhor Ataque         | Alison Cerutti      | Espírito Santo (estado)   |
| Melhor Bloqueio       | Pedro Solberg       | Rio de Janeiro            |
| Melhor Saque          | Harley Marques      | Distrito Federal (Brasil) |
| Melhor Recepção/Passe | Bruno Oscar Schmidt | Distrito Federal (Brasil) |
| Melhor Defesa         | Bruno Oscar Schmidt | Distrito Federal (Brasil) |
| Melhor Levantador     | Bruno Oscar Schmidt | Distrito Federal (Brasil) |